# جاده ئی۵۷۱ اروپا
جاده ئی۵۷۱ اروپا (به انگلیسی: European route E571) یکی از جاده‌های درجه ۲ قاره اروپا است.
این جاده که در کشور اسلواکی قرار دارد از شهر براتیسلاوا شروع شده و در شهر کوشیتسه به پایان می‌رسد.